# Steinklamm (Bayerischer Wald)
Die Steinklamm ist ein enges Tal südlich von Spiegelau im Bayerischen Wald, welches von der Großen Ohe durchflossen wird.

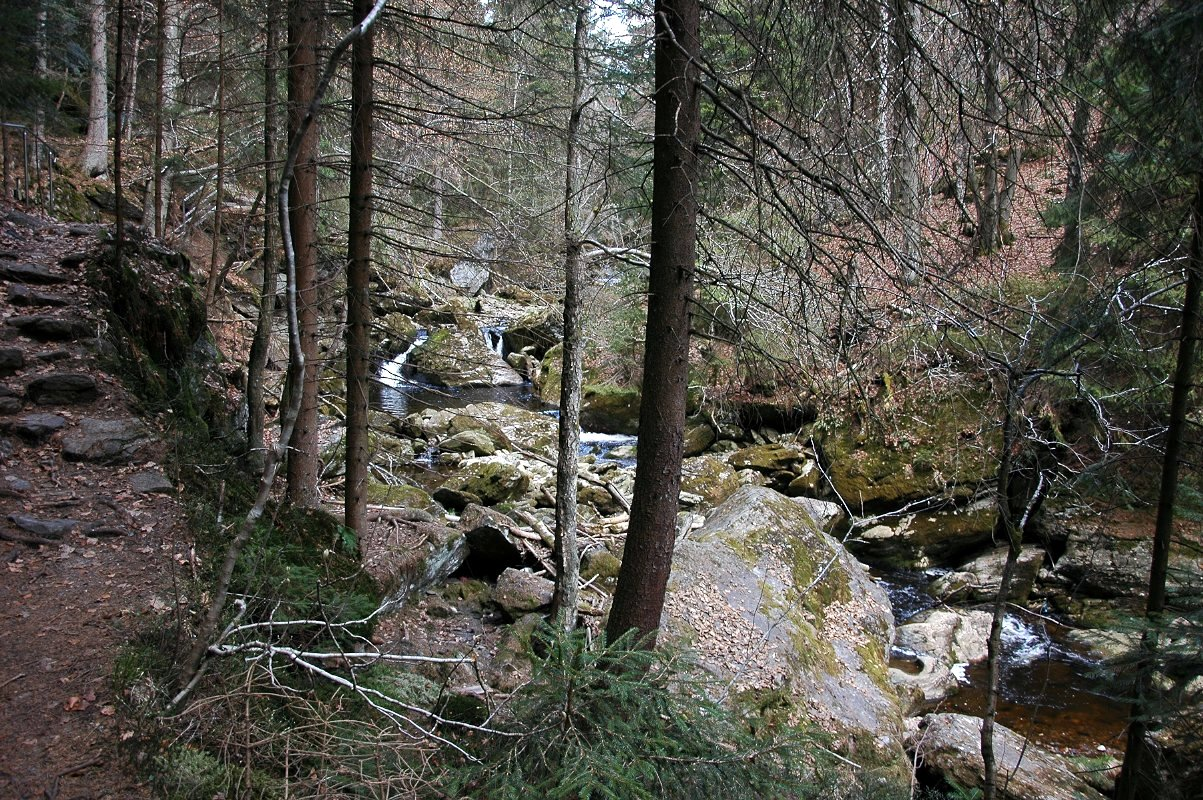
Im oberen Abschnitt der Steinklamm

## Entstehung der Steinklamm
Die Steinklamm entstand in erster Linie durch den großen Höhenunterschied, den das Wasser in diesem Bereich auf einer relativ kurzen Strecke abbauen musste. Zum Ende der letzten Eiszeit wirkte hier die Erosion, bedingt durch große Mengen abfließenden Schmelzwassers, besonders intensiv. In der bis zu 100 m tiefen Klamm zeugen die vielfältigen Erosionsformen, zum Beispiel Glättungen, Fließrinnen und die bis zu 2 m tiefen, vorwiegend sedimentgefüllten Strudellöcher von der Erosionskraft des Wassers.

## Geschichte

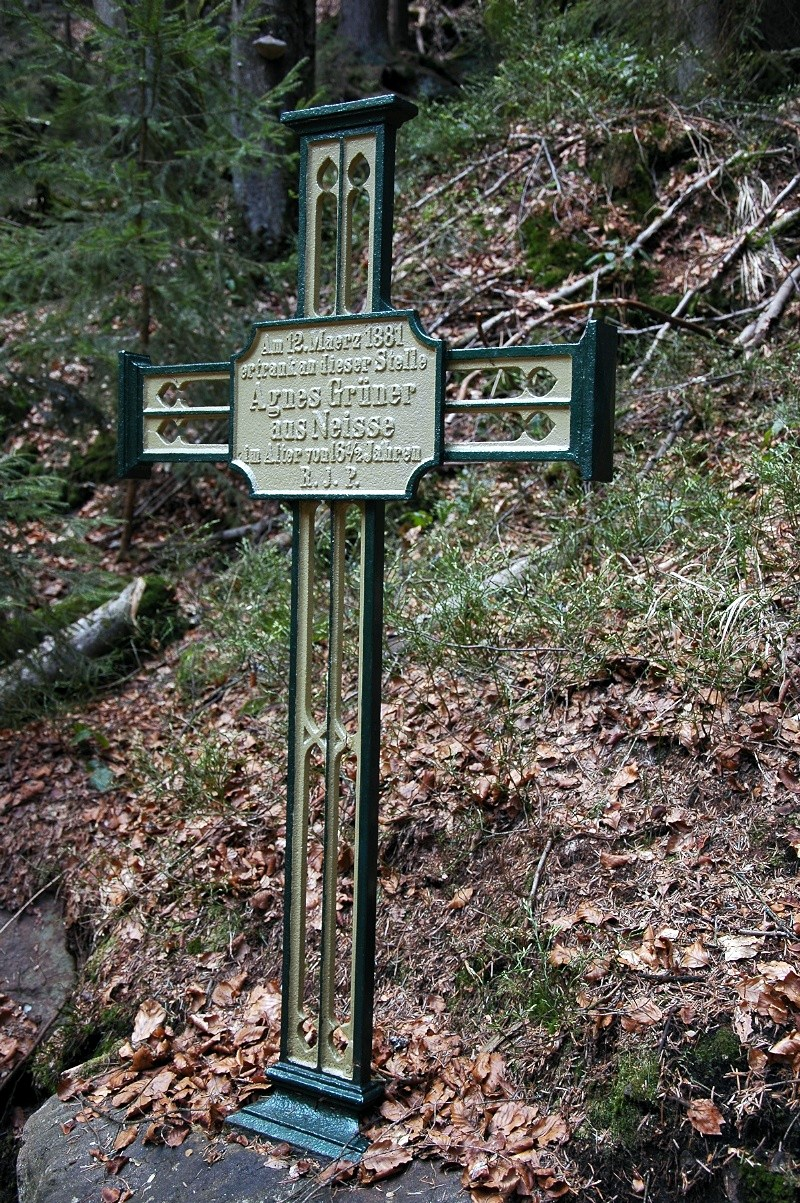
Gedenkkreuz

Im Jahr 1868 erklärte der Geologe Carl Wilhelm von Gümbel die Steinklamm zu den „sehenswürdigsten Naturmerkwürdigkeiten“ des Bayerischen Waldes. Im 18. Jahrhundert siedelten sich wegen der enormen Wasserkraft der Großen Ohe Industriebetriebe im obersten Bereich der Steinklamm an. Es entstanden Sägewerke, Eisenhammer, später auch eine Zellstoff- und Pappenfabrik. Heute steht in diesem Bereich die Kläranlage der Gemeinde Spiegelau. Seit dem Bau eines Wasserwehrs, von dem ein erheblicher Teil der Großen Ohe zur Stromerzeugung durch einen Bergstollen und danach in einem Kanalbett bis zum Stausee Großarmschlag geleitet wird, fließt wesentlich weniger Wasser als vorher durch die Steinklamm. Dass es früher dort nicht ungefährlich war, davon zeugt ein gusseisernes Gedenkkreuz, das an den tragischen Tod der 16-jährigen Agnes Grüner aus Neiße/Schlesien am 12. März 1881 erinnert. Erst 2005 wurde auf private Initiative von Fridolin Apfelbacher und seinen Helfern in Zusammenarbeit mit der Gemeinde Spiegelau und der Stadt Grafenau der heutige Wanderweg durch die wildromantische Klamm eröffnet.

## Pflanzenwelt

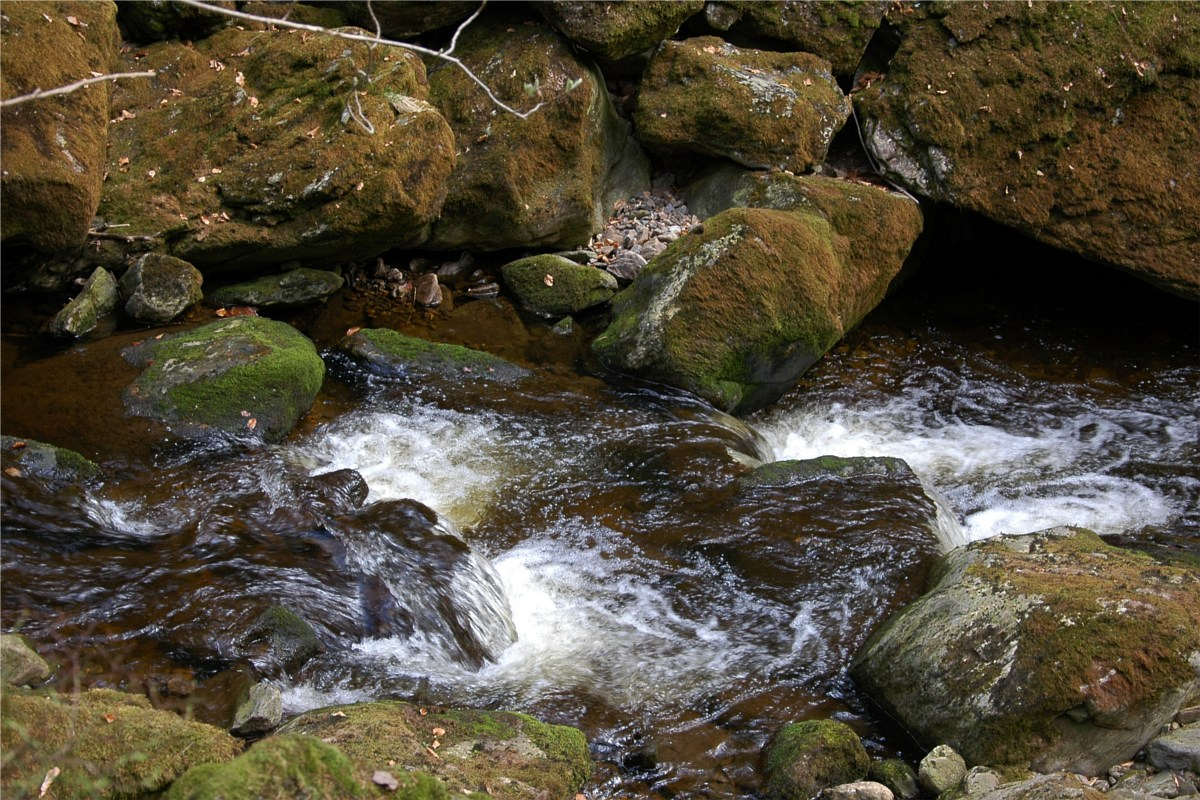
Bemooste Felsbrocken im Bachbett

Die Steinklamm beherbergt eine vielfältige Pflanzenwelt: Im ufernahen Hangbereich dominiert der Ahorn-Ulmen-Schluchtwald mit Bergahorn (Acer pseudoplatanus) und Bergulme (Ulmus montana). Dieser Schluchtwald ist teilweise mit dem bachbegleitenden Schwarzerlensaum eng verzahnt. Weiter oben beherrscht  ein Fichten-Buchen-Tannen-Mischwald, auch Bergfichtenwald genannt, das Bild. Fichte (Picea abies), Rotbuche (Fagus sylvatica) sowie Weißtanne (Abies alba) sind namensgebend für diesen in mittleren Höhenlagen des Bayerischen Waldes verbreitetsten Waldtyp.
Heidelbeersträucher (Vaccinium  myrtillus) und Faulbaumsträucher (Frangula alnus) wachsen nebeneinander, andere typische Sträucher sind Hirschholunder (Sambucus racemosa), Haselnuss (Corylus avellana), Eberesche (Sorbus aucuparia), Spierstrauch (Spiraea salicifolia) und Seidelbast (Daphne mezereum).
Im höher gelegenen Bergfichtenwald der Steinklamm sind Buschwindröschen (Anemone nemorosa), Schattenblümchen (Maianthemum bifolium), Sauerklee (Oxalis acetosella), Weiße Pestwurz (Petasites albus), Waldziest (Stachys sylvatica), Waldwitwenblume (Knautia dipsacifolia), Wolliges Reitgras (Calamagrostis villosa), Waldreitgras (Calamagrostis arundinacea) und Einbeere (Paris quadrifolia) zu finden.
Als botanische Besonderheiten gelten die Bergsoldanelle (Soldanella montana), die Waldhainsimse (Luzula sylvatica) sowie der seltene Tannenbärlapp (Huperzia selago). Zahlreiche Farne sind vertreten, u. a. Wurmfarn (Dryopteris filixmas), Buchenfarn (Phegopteris connectilis), Eichenfarn (Gymnocarpium dryopteris). Dicke Moospolster überziehen Felsen in der Klamm.

## Gesteine
Vorherrschendes Gestein ist ein Cordierit-Sillimanit-Gneis, das ist ein dunkler Lagengneis mit hellen, linsig ausgebildeten Quarz-Feldspat-Aggregaten. Außerdem ist feinkörniges, sehr zähes Kalksilikatgestein mit splittrigem Bruch und hellgrauer, klein bis mittelkörniger, fein gestreifter Orthogneis aufgeschlossen. Entstanden sind diese Gesteine unter großen Temperaturen und hohem Druck tief in der Erdkruste. Vor über 300 Millionen Jahren während der letzten Gebirgsbildung wurden sie aufgefaltet und kamen schließlich durch Erosion des ehemaligen Hochgebirges an die Oberfläche. Tektonische Verwerfungen führten zu den heute in der Landschaft vorhandenen Höhenunterschieden. Entsprechend folgt auch die auffällige Richtungsänderung der Großen Ohe in der Steinklamm einer derartigen Störung.

## Wanderweg durch die Klamm

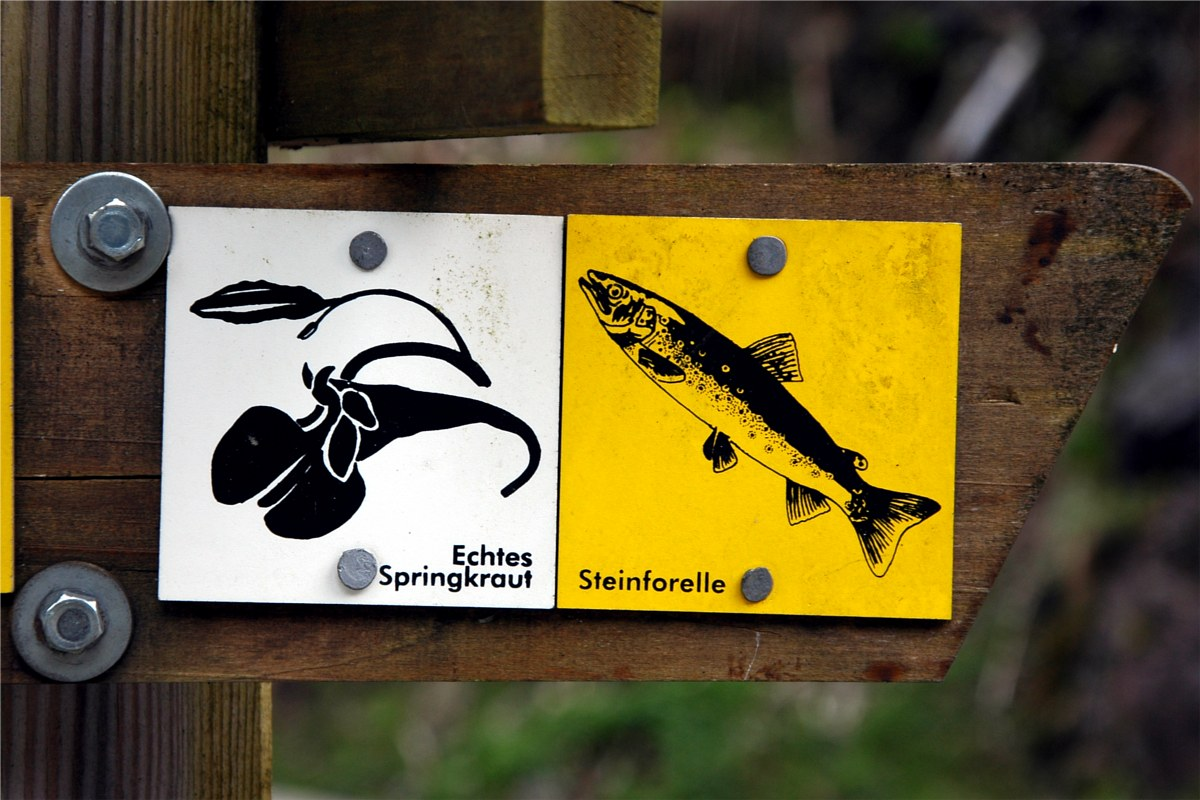
Wandermarkierungen in der Klamm

Mehrere Wanderrouten im Bereich um die Steinklamm führen durch den Klammweg. Sie sind mit Bildsymbolen wie Marienkäfer und  Steinforelle gut gekennzeichnet. An etlichen Stellen befinden sich Bild-/Texttafeln, die sehr ausführliche Informationen über  die Steinklamm und deren Umfeld bieten. Der Weg durch die Klamm setzt gutes Schuhwerk und Trittsicherheit voraus. Er ist nicht geeignet für Kinderwagen, Fahrrad und Rollstuhl.

## Wandermöglichkeiten
- Vom Freibad Parkplatz in Spiegelau über den Ort  Marienhöhe bis kurz vor Langdorf. Von dort zur Steinklamm, dann klammaufwärts am Wehr vorbei zurück zum Parkplatz. 5 km, 150 m Höhenunterschied.
- Vom Parkplatz Spiegelau durch die Steinklamm klammabwärts über den Stausee Großarmschlag entlang am Kanaldamm  zurück nach  Spiegelau. 7 km, 150 m Höhenunterschied.

## Öffnungszeiten
Die Klamm ist begehbar von Mai bis Oktober.